# Hyperion (román)
Hyperion (anglicky Hyperion) je americký sci-fi román Dana Simmonse z roku 1989. Je první knihou z tetralogie Kantos Hyperionu. V roce 1990 byla oceněna cenou Hugo. Vypráví cestu a zároveň osudy a životní příběhy sedmi poutníků k Hrobkám času na planetě Hyperion.

## Obsah
Děj se odehrává v daleké budoucnosti lidstva, kdy je planeta Země již „údajně“ zničena, lidé osídlili mnoho světů, utvořili Hegemonii člověka, ale zároveň vypudili tzv. Vyvržence, kteří dali přednost životu v mezihvězdném prostoru. Lidstvo cestuje mezi planetami s pomocí lodí s Hawkingovým pohonem a pomocí Bran. Tuto technologii dodalo lidstvu Technojádro.
Příběh samotný vypráví o pouti sedmi poutníků k Hrobkám času na planetě Hyperion. Cílem cesty je bytost zvaná Štír. Podle pověstí Štír šest poutníků zahubí a jednomu splní přání. Poutníci se vzájemně neznají, a proto si po cestě vypráví své životní osudy, aby lépe pochopili smysl své pouti. Postupně zjišťují, že každý z nich má k planetě, nebo ke Štírovi osudový vztah. Postupně se vynoří mnohem více otázek, než bylo na začátku.
Navíc se Hrobky času mají v nejbližší době otevřít a Štír má volně vystoupit do Hegemonie člověka. Na spadnutí je navíc mezihvězdná válka s Vyvrženci a Vrchní administrátorka Světové sítě Meina Gladstonová ví, že jeden ze sedmi poutníků je zrádce a špion Vyvrženců.
Plukovník Fedhman Kassad zažil podivné setkání s osudovou ženou svého života, jež si říkala Moneta. Avšak jednou se změnila ve Štíra a Kassad je rozhodnut ji/jeho (nebo oba) zabít. Lenar Hoyt je římskokatolický kněz, který cestuje za Štírem s dvěma parazitickými organismy, nazývanými kruciformy, na svém těle. Jeden patří jemu, druhý jeho bývalému učiteli Paulu Durému. Kruciform nedovolí svému nositeli zemřít. Brawne Lamia je soukromý detektiv, kterou na Hyperion zavedl případ jejího bývalého (a nyní mrtvého) klienta, kybrida Johna Keatse. Templář a Pravý hlas stromu Het Masteen je kapitánem Stromolodi Yggdrasill a jako jediný nevypráví svůj příběh, neboť na planetě tajemně zmizí. Ke konci knihy se ovšem opět dostává na scénu. Martin Silenus je básník, který žije jen díky Poulsenově kúře. Je totiž natolik starý, že jako jeden z mála lidí ve vesmíru pamatuje Starou Zemi. Štír je pro Silenia múza a on touží dopsat své životní dílo. Sol Weintraub je vědec, jehož dcera Rachel byla kdysi při vykopávkách u Hrobek času postižena Merlinovou chorobou. Díky tomu Rachel mládne. Weintraubovi se léta zdá zvláštní sen, že má svou dceru obětovat v Hrobkách času. On dlouho odmítá, ale nemluvněti Rachel zbývá již jen několik dní života a Weintraub chce znát odpověď na svou otázku. Konzul Hegemonie je bývalým generálním guvernérem planety. Svět jeho babičky byl zničen díky rozmachu Bran po vesmíru. Konzul proto hraje dvojí, resp. trojí hru. Léta přetvářky změnil ve zradu Hegemonie, ale také zradu Vyvrženců. Není dvojitým agentem, jde mu o pomstu. Děj knihy končí otevřeně a sice příchodem skupiny k Hrobkám času.